# ЖКК Вршац
Женски кошаркашки клуб Вршац је српски кошаркашки клуб из Вршца. Тренутно се такмичи у Првој женској лиги Србије и Регионалној кошаркашкој лиги.

## Историја
ЖКК Вршац је основан 1946. године под именом Јединство. Кроз историју неколико пута је мењао име. Највише успеха клуб је остварио када је спонзор клуба била фармацеутска компанија Хемофарм. Концерн Хемофарм је преузео клуб 1992. године и већ исте године кошаркашице су се пласирале у Прву Б лигу. Први трофеј су освојиле 1996. када су освојиле национални куп који се играо у Вршцу. У наредном периоду Хемофарм је освојио 9. националних првенстава и 11 националних купова. 
На међународној сцени су дебитовале у Купу Ронкети у сезони 1995/96 када су заузеле треће место у групи са 2 победе и 4 пораза. У сезони 2001/02 су стигле до осмине финала, а наредне сезоне до четвртфинала. У евролиги су играле четвртфинале у сезони 1997/98 и 1998/99. У Еврокупу су 2009. пласирали у четвртфинале.
Од 2012. компанија Хемофарм је престала да спонзорише клуб, па је назив клуба промењен у ЖКК Вршац.

## Успеси
- Национално првенство (9) :
  - 1997/98, 1998/99, 1999/00, 2000/01, 2004/05, 2005/06, 2006/07, 2007/08, 2008/09

Национални куп – 11
- Куп СР Југославије (4) :
  - 1996, 1998, 1999, 2002.

- Куп Србије и Црне Горе (2) :
  - 2005, 2006.

- Куп Србије (5) :
  - 2007, 2008, 2009, 2010, 2012